# 伯克利 (加利福尼亞州)
伯克利（英語：Berkeley）是美国加利福尼亞州阿拉米達縣內的一座城市，位於舊金山灣區東北部、奧克蘭以北，市政府建制於1878年4月4日。1853年，美國人从西班牙人手中买下，作为陆地观海点而建立。1866年，重新命名为伯克利。人口112,580人（2010年數據）。为柏克萊加州大學（建于1868年）校址，而校園南邊則為該區著名街道電報街（Telegraph Avenue）的開頭。

## 人口
根據2010年人口普查該市擁有112,580人，白人佔59.5%，非裔美國人佔10.0%，亞裔美國人佔19.3%（8.6%是華人），拉丁裔美國人佔10.8%。

## 姊妹城市
伯克利拥有17个姊妹城市：
| 姊妹城市                     | 建立年份 |
| ---------------------------- | -------- |
| 日本大阪府堺市               | 1966     |
| 尼日利亚伊莫州埃达人         | 1982     |
| 萨尔瓦多圣安东尼奥洛斯兰乔斯 | 1983     |
| 中华人民共和国北京市海淀区   | 1985     |
| 马里加奥                     | 1985     |
| 南非Mathopestad              | 1986     |
| 尼加拉瓜莱昂                 | 1986     |
| 南非Oukasie                  | 1986     |
| 德国图林根州耶拿             | 1989     |
| 哥伦比亚永多                 | 1990     |
| 俄罗斯莫斯科州德米特罗夫     | 1991     |
| 马来西亚Uma Bawang           | 1991     |
| 俄罗斯布里亚特共和国乌兰乌德 | 1992     |
| 美国加利福尼亚州尤罗克原住民 | 1993     |
| 美国蒙大拿州黑足原住民       | 2000     |
| 古巴帕尔马索里亚诺           | 2003     |
| 韩国公州市                   | 2018     |

## 另見
- 喬治·貝克萊
- 加州大學柏克萊分校
- 锫